# Vladimír Hejl
Vladimír Hejl (* 30. listopadu 1981) je český basketbalista hrající Národní basketbalovou ligu za tým BK Ústí nad Labem. Hraje na pozici křídla.
Je vysoký 198 cm, váží 94 kg.

## Kariéra
- 2003–2004 : BK Chomutov
- 2004–2007 : BK Ústí nad Labem
- 2007–2008 : Fireball team Teplice
- 2008–2009 : BK Ústí nad Labem

## Statistiky
| Sezóna   | Soutěž      | Odehrané minuty | Průměr na zápas | Body | Průměr na zápas |
| -------- | ----------- | --------------- | --------------- | ---- | --------------- |
| 2003/04  | Mattoni NBL | 759.8           | 25.3            | 312  | 10.4            |
| 2004/05  | Mattoni NBL | 234.2           | 11.2            | 61   | 2.9             |
| 2005/06  | Mattoni NBL | 694.2           | 20.4            | 237  | 7.0             |
| 2006/07* | Mattoni NBL | 333.9           | 22.3            | 127  | 8.5             |
| 2008/09  | 1. liga     | –               | –               | 547  | 18.17           |

 *Rozehraná sezóna - údaje k 20.1.2007 